# Episodi di Great Teacher Onizuka

Eikichi Onizuka nella 2ª copertina italiana del DVD dell'anime.

Questa è la lista degli episodi dell'anime Great Teacher Onizuka, prodotto dalla Pierrot e tratto dall'omonimo manga di Tōru Fujisawa. L'anime è andato in onda su Fuji Television dal 30 giugno 1999 al 17 settembre 2000 ed in seguito è stato riproposto sull'emittente televisiva Animax.
In Italia la serie è stata trasmessa dal 7 gennaio 2003 al 16 marzo 2004 su MTV all'interno del programma Anime Night. Il doppiaggio ha subito delle leggere censure. In seguito il cartone è andato in onda altre due volte: da maggio 2005 sul canale GXT e da febbraio 2008 su Cooltoon, in versione integrale e senza censure. L'anime è stato distribuito anche per la visione in streaming su internet, sulla web tv on demand Popcorn TV a partire dal 20 dicembre 2010. La serie è stata poi distribuita per il mercato home video italiano in formato VHS nel 2003 e DVD dal 2006 al 2007. In entrambi i casi Dynit ha mantenuto la versione integrale.
La colonna sonora di Great Teacher Onizuka è stata composta da Yusuke Honma. Le sigle di apertura sono Driver's High dei L'Arc~en~Ciel per i primi 17 episodi e Hitori no yoru (ヒトリノ夜?, Hitori no yoru) dei Porno Graffitti per gli ultimi 26. Le ending invece sono Last Piece di Kirari Toyomoto dall'episodio 1 al 17, Shizuku (しずく?, Shizuku) di Miwako Okuda per le puntate dalla 18 alla 33 e Cherished Memories degli Hong Kong Knife per gli episodi dal 34 al 42. Come sigla finale dell'ultima puntata è stata utilizzata nuovamente Driver's High.
I titoli degli episodi italiani indicati sono quelli effettivamente utilizzati da Dynit, che ha scelto di non effettuare la traduzione dei titoli giapponesi originali.

## Lista episodi
| Nº | Titolo italiano Giapponese 「Kanji」 - Rōmaji | In onda           | In onda          |
| Nº | Titolo italiano Giapponese 「Kanji」 - Rōmaji | Giapponese        | Italiano         |
| 1  | Lesson 1 「鬼塚英吉22歳! 元不良 伝説の教育実習が今はじまる!!」 - Onizuka Eikichi 22 toshi! moto furyō densetsu no kyōikujisshū ga ima hajimaru!! | 30 giugno 1999    | 7 gennaio 2003   |
| 1  | Eikichi Onizuka è un ex mototeppista che decide di dare una svolta alla sua vita: vuole diventare un insegnante per abbordare giovani studentesse. La sua prima classe è però composta quasi esclusivamente da ragazzi difficili, riesce comunque ad individuare Nanako Mizuki, una ragazza molto carina ed apparentemente disponibile. Una sera la incontra e resta di stucco quando si autoinvita a casa sua per passarvi la notte, in realtà per scattare delle foto compromettenti al professore allo scopo di estorcergli denaro con ricatto, insieme a 3 complici. Onizuka in seguito infligge ai tre complici una severa punizione, e a lezione i ragazzi sono diventati incredibilmente studenti modello e ad Onizuka viene proposta un concorso per una cattedra dopo l'università; ha inoltre modo di conoscere meglio Nanako, triste per la continua assenza dei genitori. Decide così di aiutarla abbattendo, nel vero senso della parola, il muro che si è venuto a creare tra loro. Il tirocinio finisce e tutti sono tristi per la partenza di Onizuka, Nanako compresa. |                   |                  |
| 2  | Lesson 2 「天敵・内山田教頭登場!! 大逆転!?の最終面接」 - tenteki. uchiyamada kyōtō tōjō!! daigyakuten!? no saishūmen setsu | 7 luglio 1999     | 14 gennaio 2003  |
| 2  | Onizuka si dimentica di dover sostenere la prova del concorso per futuri insegnanti e si butta nell'alcool; Ryuji cerca di tirarlo su e gli consegna l'indirizzo della scuola "Seirin", che non richiede il superamento del test. In autobus una ragazza viene importunata da un anziano e Onizuka lo picchia, ma scopre che la ragazza è l'aspirante insegnante Fuyutsuki mentre l'anziano è il vice-direttore scolastico Uchiyamada. Il colloquio va male e Onizuka si ritrova a parlarne con la responsabile della mensa e quando irrompono dei ragazzi per vendicarsi con Uchiyamada della loro espulsione; la donna gli propone di difenderlo per riscattarsi. Lui si fa avanti, ma agli insulti del direttore verso i ragazzi, si arrabbia e lo picchia nuovamente. Onizuka è rassegnato al lavoro di camionista quando riceve una chiamata da Ryuji, avvisato dalla signorina Fuyutsuki: se riuscirà a tenere un colloquio in giornata verrà assunto alla Seirin. Inizia così una corsa contro il tempo: arriva in ritardo, e trova la responsabile della mensa ad aspettarlo; scopre che lei è la direttrice e viene assunto. |                   |                  |
| 3  | Lesson 3 「教師の仕事は命がけ?! 深夜の屋上ダイビング」 - kyōshi no shigoto ha inochi gake?! shinya no okujō daibingu | 21 luglio 1999    | 21 gennaio 2003  |
| 3  | Uchiyamada è tutto fiero e vanitoso della sua nuova macchina, una Toyota Cresta, mentre ad Onizuka viene assegnata la classe più difficile dell'istituto e fa amicizia con Yoshikawa, uno studente solitario ed amante dei videogiochi. Fuyutsuki, assunta anche lei, lo mette in guardia, ma il primo giorno sembra andare stranamente bene. La prima notte si rivela piena di azione: scopre un ladro di calzoncini da donna, una coppia introdottasi a scuola di nascosto, infine un messaggio di addio disegnato sul suo televisore. Yoshikawa, dopo un maltrattamento subito dalle compagne di classe Anko, Izumi e Asano, si butta dal tetto della scuola ma viene salvato in extremis da Onizuka, che distrugge inconsapevolmente l'auto del vicedirettore allo scopo. In seguito a questo episodio il ragazzo acquista fiducia in se' stesso e i due diventano grandi amici. Il giorno dopo, sul muro della scuola, viene affissa una foto del professore mentre compie degli atti osceni con il vice-direttore e tutti ne restano sconvolti. |                   |                  |
| 4  | Lesson 4 「攻撃開始! 今、あばかれる鬼塚の怪しい日常?!」 - kōgekikaishi! ima, abakareru Onizuka no ayashi i nichijō?! | 11 agosto 1999    | 28 gennaio 2003  |
| 4  | La preside intuisce come responsabili gli alunni della sua classe, così terribile che ha portato diversi insegnanti alla pazzia. Onizuka è addirittura convinto di aver compiuto inconsciamente gli atti sospettati e anche Fuyutsuki crede a quelle foto. Uchiyamada, vedendo una foto di lui e Onizuka nudi insieme, ripensa a tutte le cose che stanno andando male nella sua vita: il rapporto freddo con la moglie e quello inesistente con la figlia adolescente; soltanto la Cresta aveva risollevato il suo morale e a causa della sua distruzione, odia Onizuka ancora di più. Il giorno dopo viene affissa un'altra foto: Onizuka che esce da un love hotel accompagnato da una donna; Fuyutsuki la prende molto male e lo schiaffeggia, quando però i colleghi le dicono che è solo un fotomontaggio si sente molto in colpa. Onizuka scopre che l'artefice delle foto è Kikuchi, un mago del computer, ma anziché vendicarsi si rivolge a lui soltanto per modificare alcune foto osé offrendogli anche denaro in cambio; il ragazzo così capisce le stranezze di questo insolito professore. |                   |                  |
| 5  | Lesson 5 「悪魔のリベンジ!! 目には目を、お尻にはお尻を」 - akuma no ribenji!! meni ha me wo, o shiri nihao shiri wo | 18 agosto 1999    | 4 febbraio 2003  |
| 5  | Uchiyamada riceve, grazie all'assicurazione, un'altra Cresta e spera di usarla per riavvicinare a sé moglie e figlia mentre Onizuka sembra stia facendo un buon lavoro con la sua classe. Gli stessi ragazzi che l'hanno preso di mira vorrebbero cacciarlo, ma Kikuchi dichiara di non volerli più aiutare; le ragazze poi, ce l'hanno con Yoshikawa a causa della sua amicizia con il professore. Proprio per questo motivo lo picchiano, lo denudano e gli scattano delle foto molto imbarazzanti minacciando di pubblicarle nel caso in cui dia ancora confidenza ad Onizuka. Il ragazzo ripensa al suicidio, si butta dal tetto della scuola e viene di nuovo salvato dal professore che distrugge anche la seconda auto del vice-direttore. Questi decide di dare una lezione ad Anko, Naoko e Mayuko e scatta anche a loro delle foto imbarazzanti; la prima giura vendetta ed il giorno dopo la madre, presidentessa dell'associazione genitori-insegnanti, si presenta a scuola per parlare con la direttrice. |                   |                  |
| 6  | Lesson 6 「失業確定? 抗議殺到、あいつをクビにしろ!!」 - shitsugyō kakutei? kōgi sattō, aitsuwo kubi nishiro!! | 25 agosto 1999    | 11 febbraio 2003 |
| 6  | La presidentessa vuole proporre il licenziamento di Onizuka, nonostante il parere contrario della direttrice; Uchiyamada invece, che ha ricevuto un rifiuto alla richiesta dell'ennesima Cresta nuova, è d'accordo con la sua decisione. Il professore intanto si accorge di essersi fratturato un braccio per salvare Yoshikawa e viene ricoverato in ospedale. Oltre a Fuyutsuki e alla direttrice, sono dalla sua parte soltanto Yoshikawa e Kikuchi; questi decidono di aiutarlo: il primo mostra a tutti i lividi procurati dalle tre ragazze mentre il secondo riesce a registrare un discorso compromettente delle tre compagne di classe per far cadere la tesi della presidentessa durante il suo discorso all'associazione. Scopriamo così, che il pessimo carattere di Anko è dovuto al rapporto molto superficiale con la madre e Onizuka riesce a sistemare anche la loro situazione famigliare, facendo revocare la richiesta del suo licenziamento. |                   |                  |
| 7  | Lesson 7 「最も危険な家庭訪問! 母ちゃんに手を出すな」 - mottomo kiken na kateihōmon! kaachan ni te wo dasu na | 1º settembre 1999 | 18 febbraio 2003 |
| 7  | È il giorno delle visite dei professori ai genitori e Murai, un suo studente, ha tutte le intenzioni di impedire ad Onizuka di incontrare sua madre; lei infatti è una donna molto giovane, bella e single. Onizuka però riesce a conoscerla ugualmente, i due escono insieme e Murai pensa al peggio; l'incontro invece ha come oggetto di conversazione proprio il ragazzo, avuto dalla donna all'età di 13 anni; secondo lei la fuga del padre ha fatto nascere in lui un odio per gli uomini. Murai fraintende la situazione e pensa che il professore voglia approfittarsi della madre; durante un inseguimento Onizuka la salva da un camion che rischiava di travolgerla e il ragazzo capisce che prendersi cura di qualcuno potrebbe comportare il mettere a rischio la sua stessa vita. Alla fine poi il ragazzo viene a sapere che, quello con la madre, era il primo degli appuntamenti informali che Onizuka ha intenzione di avere con le madri di tutti gli alunni per poterle mettere a proprio agio e parlare apertamente dei loro figli, ma nonostante tutto non ha ancora intenzione di accettarlo come professore. |                   |                  |
| 8  | Lesson 8 「村井死す!? 決死のベイブリッジ・バンジー!」 - murai shisu!? kesshi no beiburijji. banjii! | 8 settembre 1999  | 25 febbraio 2003 |
| 8  | Gli screzi fra Murai ed Onizuka continuano ed il loro culmine arriva nel momento in cui la madre del primo organizza una serata al bowling assieme a loro e ai due migliori amici del figlio, Fujiyoshi e Kusano; intanto Uchiyamada ha riavuto la sua Cresta ma viene rubata da dei teppisti. Murai ed i due amici, dopo aver preso in giro Onizuka incollandogli le dita in una palla da bowling, se ne vanno ed incappano nei bulli che hanno derubato il vice-direttore, e con dei pretesti li minacciano e tentano di estorcergli denaro. Interviene Onizuka che inaspettatamente sostiene i bulli, ma poco dopo aver dato una lezione a Murai punisce i teppisti e si lancia all'inseguimento di uno di loro al volante della Cresta, distruggendola. In seguito a questa avventura i 4 alla fine stringono amicizia. |                   |                  |
| 9  | Lesson 9 「うなる筋肉! 激闘! 鬼塚VS熱血体育教師!」 - unaru kinniku! gekitō! oniduka VS nekketsu taiiku kyōshi! | 22 settembre 1999 | 4 marzo 2003     |
| 9  | Miyabi e le amiche non capiscono l'improvviso voltafaccia di Murai e dei suoi due amici che finirà inevitabilmente col portare metà della classe dalla parte del professore. Fukuroda, insegnante di ginnastica ostile ad Onizuka, lo sfida ad una gara di nuoto: viene battuto, barando, più volte e per questo non si dà pace. Miyabi invece ha un piano per far cacciare Onizuka ed affida l'incarico all'ingenua Tomoko: nascondere i pantaloncini da ginnastica di tutte le ragazze della classe nel suo armadietto. Lei però sbaglia e li infila in quello del professor Fukuroda, che viene inizialmente incolpato del misfatto; quando il suo alibi viene confermato il caso resta in sospeso e Miyabi rifiuta Tomoko tra le sue amicizie. |                   |                  |
| 10 | Lesson 10 「私ぬぎます! 朋子14歳・体当たりの初体験!」 - watashi nugimasu! tomoko 14 toshi. taiata rino shotaiken! | 22 settembre 1999 | 11 marzo 2003    |
| 10 | Tomoko resta molto male per la decisione di Miyabi, sua amica fin dall'infanzia; viene presa di mira anche in classe ed Onizuka decide di conoscerla meglio, scoprendola ingenua e di buon cuore, oltre al fatto di essere un po' imbranata. Per farle credere nelle sue qualità decide di iscriverla ad un concorso a cui parteciperà anche Miyabi, per dimostrare alla presuntuosa ragazza di come Tomoko sia migliore di lei. Alla fine, Miyabi è disperata. |                   |                  |
| 11 | Lesson 11 「ゆれるFカップ! ビッグな胸とアイドル伝説!」 - yureru F kappu! biggu na mune to aidoru densetsu! | 17 ottobre 1999   | 18 marzo 2003    |
| 11 | La presentazione e la prova di canto non vanno molto bene per Tomoko, che è molto imbarazzata, mentre Miyabi appare già vincitrice. Durante una prova di recitazione Onizuka suggerisce (dal vivo) alla sua beniamina di lanciare un messaggio per riavvicinare la vecchia amica: le frasi toccanti impressionano la giuria che le assegnano il premio della critica. Murai, Kikuchi, Fujiyoshi e Kusano iniziano a pensare che andare a scuola, con un professore così, non potrà che essere divertente. |                   |                  |
| 12 | Lesson 12 「鬼塚追放! 闇の策略!」 - Onizuka tsuihō! yami no sakuryaku! | 31 ottobre 1999   | 25 marzo 2003    |
| 12 | Fuyutsuki conosce il professor Teshigawara che pare avere un debole per lei, odiando la confidenza tra lei ed Onizuka. Desidera così tanto la collega che la spia giorno e notte, ascolta le sue telefonate e le scatta ogni tipo di fotografia, con cui ha tappezzato le pareti del suo appartamento. Con la scusa di prestarle un computer la invita a casa sua, ma lei ha un contrattempo e chiede ad Onizuka di presentarsi al posto suo. Il comportamento invadente di Onizuka manda Teshigawara su tutte le furie e si scatena, distruggendo tutto l'appartamento e ferendosi. Decide così di rivolgersi alla signora Oota, fondatrice dell'associazione madri e figli e madre di Hidemi, a cui da' ripetizioni, per proporre il suo licenziamento, accusandolo ingiustamente di tenere lezioni poco consone ai suoi alunni. |                   |                  |
| 13 | Lesson 13 「鬼塚またまた失業確定?!」 - Onizuka matamata shitsugyō kakutei?! | 21 novembre 1999  | 1º aprile 2003   |
| 13 | Fuyutsuki, vedendo il professor Teshigawara tutto fasciato, si propone di fargli da cuoca e lui è al settimo cielo; nel frattempo si presenta a scuola la signora Oota che viene sconvolta dagli originali metodi di insegnamento di Onizuka. Il vice-direttore critica il suo comportamento che rischia di mettere in cattiva luce la scuola e i due hanno una lite riguardo ai diversi punti di vista. Teshigawara si mette d'accordo con la signora Oota affinché la punizione di Onizuka sia molto severa e resta sconvolto quando Fuyutsuki rimanda nuovamente la sua visita; Hidemi lo punisce, per il suo arrivismo e gelosa della professoressa. Il licenziamento immediato di Onizuka viene rimandato in seguito alla risoluzione, da parte sua, di una prova d'esame nazionale alla quale dovrà ottenere il miglior risultato di tutto il Giappone. Hidemi si propone di far cambiare decisione alla madre se lui accetterà di umiliarsi davanti a lei; Onizuka però rifiuta con sdegno la sua proposta e la punisce per la sua presunzione, scatenando la sua ira. |                   |                  |
| 14 | Lesson 14 「地獄? 夢の二人暮らし」 - jigoku? yume no futari kurashi | 5 dicembre 1999   | 8 aprile 2003    |
| 14 | Yoshikawa, Kikuchi, Murai, Fujiyoshi e Kusano si impegnano per aiutare Onizuka a studiare, ma sembra una causa persa; Fuyutsuki gli propone di andare a casa sua per una settimana per aiutarlo nella preparazione all'esame. Lui è felice, ma la ragazza è determinata a farlo studiare seriamente e senza distrazioni, perfino durante il sonno. Vedendolo stravolto, Murai, Fujiyoshi e Kusano mettono in atto un piano: vogliono rubare le domande del quiz per permettere ad Onizuka di passare l'esame; vengono però scoperti da Miyabi che ha avvisato i vigilanti scolastici. I tre ragazzi riescono a scappare grazie all'intervento di Kikuchi e Yoshikawa; Onizuka così si rende conto di quanto i ragazzi tengano a lui e ciò lo spinge ad impegnarsi ancora di più. Il giorno dell'esame però non si presenta perché corre a salvare Hidemi, rapita da un gruppo di yakuza. |                   |                  |
| 15 | Lesson 15 「死闘! 血染めの解答用紙!」 - shitō! chi some no kaitōyōshi! | 12 dicembre 1999  | 15 aprile 2003   |
| 15 | Onizuka sistema facilmente gli yakuza e salva Hidemi, ricevendo tuttavia diversi colpi di pistola prima di riuscire a mettere fuori combattimento il loro capo. Benché ferito, riesce a tornare in tempo a scuola per sostenere in un'ora tutte e 5 le prove. Quando Fuyutsuki si accorge delle sue condizioni lo fa ricoverare in ospedale; le malelingue però non esitano a colpevolizzarlo ritenendolo invischiato nel giro della malavita. Il signore e la signora Oota si recano a scuola, già circondata dai giornalisti, ed il vice-direttore pensa al peggio: in realtà i due sono venuti per raccontare la verità e per assolvere Onizuka da tutte le accuse. Poi arrivano i risultati dell'esame: Onizuka ha preso il massimo dei voti! Scopriamo però che al momento della raccolta Kikuchi ha sostituito il questionario del professore con uno compilato da lui stesso in modo da farlo essere il primo dell'istituto; lui però riceve più punti di quelli che realmente gli spettavano e ciò grazie alla preside che chiede un favore alla redazione responsabile dei voti, in modo da far rimanere Onizuka come loro insegnante. |                   |                  |
| 16 | Lesson 16 「鬼塚マジギレ!! 強敵出現!!」 - Onizuka majigire!! kyōteki shutsugen!! | 19 dicembre 1999  | 22 aprile 2003   |
| 16 | Onizuka diventa famoso in tutto il Giappone grazie al suo coraggio e sangue freddo ed ora sogna di trovare una ragazza che faccia al caso suo: quando incontra Urumi Kanzaki non crede ai suoi occhi; oltre ad essere bellissima sembra essere molto ben disposta nei suoi confronti. In realtà però la ragazza è amica di Miyabi e riesce ad incastrare Onizuka; questi, ora schedato dalla polizia, scopre anche che Urumi è una studentessa della sua classe, la cui attività preferita, le poche volte che si reca a scuola, è mettere in imbarazzo con domande troppo difficili ogni sua insegnante. Onizuka decide di darle una lezione, ma viene bloccato da Uchiyamada, che lo mette a conoscenza dello status particolare di Urumi; essendo una delle 5 persone con il quoziente intellettivo più alto al mondo, ha infatti un lasciapassare rilasciato dal Ministro della Cultura in persona che costringe ogni istituto scolastico ad accoglierla come ospite quando e dove vuole, rendendola di fatto intoccabile. |                   |                  |
| 17 | Lesson 17 「悪い夢! 逃亡者・鬼塚!」 - warui yume! tōbōsha. Onizuka! | 16 gennaio 2000   | 29 aprile 2003   |
| 17 | Urumi semina il panico tra i professori ed Onizuka, in seguito ad un discorso con Kikuchi, le si avvicina e passa un pomeriggio con lei, capendo che alla base del suo odio per i professori ci deve essere un episodio spiacevole che ha vissuto. Dopo un inseguimento avvenuto in seguito ad un incontro con degli yakuza, i due si rifugiano in un palazzo dal cui tetto Urumi precipita a causa di una disattenzione del professore; Onizuka si butta per cercare di salvarla, ma quando rinviene crede che la ragazza sia morta. Terrorizzato, inizialmente pensa ad un piano per disfarsi del cadavere e poi ad un modo per soccorrerla, scoprendo però che lei solo fingendo di essere morta per tendergli una trappola. Per non finire nei guai, Onizuka è quindi costretto ad assecondare tutti i suoi desideri, ma alla fine lei, parlando con Kikuchi, ammette che è davvero un professore fuori dal comune. |                   |                  |
| 18 | Lesson 18 「再会・恩師よ……」 - saikai. onshi yo...... | 23 gennaio 2000   | 6 maggio 2003    |
| 18 | Uchiyamada riceve dall'assicurazione la sua quarta cresta e non ha intenzione di permettere ad Onizuka di distruggere anche questa; quando però lo vede sveglio di prima mattina, intento a spazzare il cortile della scuola per ordine di Urumi, teme il peggio ed è lui stesso a distruggerla per sbaglio tentando di scappare. Quando poi Urumi lo costringe a portare lei, Kukuchi, Murai, Kusano e Fujiyoshi in un famoso ristorante di sushi, Onizuka capendo di non avere nulla da perdere accumula ordinazioni per un valore di oltre 200.000 Yen, e nella fuga che ne segue per non dover pagare il conto finisce investito da un furgoncino, uscendone però quasi incolume. A bordo del veicolo si rivela esserci Tomoko, ormai avviata nel mondo dello spettacolo, accompagnata dal suo manager, che chiarita la situazione informa il gruppo che Tomoko che dovrà rilasciare un'intervista assieme ad una sua insegnante delle elementari, la signorina Fujimori. All'incontro, cui partecipano anche Onizuka e i ragazzi, l'atmosfera diventa tesa: Urumi attenta la vita della donna, quindi se ne torna a scuola, dove provoca un grave incidente facendo esplodere tutte le finestre dell'edificio. |                   |                  |
| 19 | Lesson 19 「鬼塚、命がけの課外授業」 - Onizuka, inochi gakeno kagaijugyō | 30 gennaio 2000   | 13 maggio 2003   |
| 19 | Onizuka, capendo che l'incontro con la sua vecchia maestra ha fatto scattare in lei la molla della follia, chiede a Fujimori di parlarle di Urumi:la maestra rivela che lei e Urumi un tempo studiavano insieme quando la ragazza andava alle elementari. Tutto andava per il meglio, fino a quando Urumi non rivelò di essere diventata rapidamente più esperta della sua stessa insegnante, facendo sprofondare ben presto quest'ultima nella depressione e nella frustrazione. Il punto di rottura si ebbe quando la maestra, ormai distrutta psicologicamente, arrivò a rivelare davanti a tutti il segreto che Urumi le aveva confidato, e che era all'origine della sua enorme intelligenza: l'essere il frutto di un complesso esperimento di inseminazione artificiale volto a creare il perfetto genio. Il giorno dopo Onizuka, assieme ai suoi amici mototeppisti, la preleva da scuola per farle capire che in realtà ciò che cercava dalla maestra era l'affetto materno che non aveva mai avuto; Fuyutsuki, per assistere alla scena del "rapimento", ruba la quinta cresta del vice-direttore assieme a Murai, Kikuchi, Kusano e Fujiyoshi, ma dimentica di inserire il freno a mano ed assiste impotente alla sua ennesima distruzione. |                   |                  |
| 20 | Lesson 20 「Fからのラブレター」 - F karano raburetaa | 6 febbraio 2000   | 20 maggio 2003   |
| 20 | Murai riceve una lettera d'amore e Onizuka è intenzionato a scoprire chi gliel'ha inviata. La prima "sospettata" è Akane, una brillante studentessa di cui lo stesso Murai è innamorato, la seconda è Kugirakawa, una cestista che anni prima fu difesa proprio da lui. Infine si scopre che l'autrice della lettera è proprio Akane, che si è appena lasciata con il suo fidanzato; quando i due fanno pace e si rimettono insieme Murai resta con un palmo di naso e alla fine, grazie alle parole della madre, capisce che anche Kugirakawa ha un debole, forse ricambiato, per lui. |                   |                  |
| 21 | Lesson 21 「教師失格? 消えた冬月」 - kyōshi shikkaku? kie ta fuyu gatsu | 13 febbraio 2000  | 27 maggio 2003   |
| 21 | Fuyutsuki riscuote molto successo tra i maschi della sua classe e ciò sconvolge molto sia Onizuka, che le ragazze, che cercano in tutti i modi di spingerla a lasciare la scuola. Le alunne boicottano le sue lezioni e perde fiducia in se' stessa, scomparendo per andare a trovare l'amica Hitomi ad Hakuba; Onizuka, Murai, Kikuchi e Tomoko la cercano. Quando Fuyutsuki arriva, però, vede una Hitomi fredda e distaccata, che non vuole più avere rapporti con gli insegnanti dopo l'abbandono della sua maestra, scappata con un uomo già sposato. |                   |                  |
| 22 | Lesson 22 「鬼塚爆死?! 炎の大脱出!!」 - Onizuka bakushi?! Honoo no dai dasshutsu!! | 20 febbraio 2000  | 3 giugno 2003    |
| 22 | Alla fine Fuyutsuki riesce a far ragionare Hitomi e Onizuka le risolleva il morale. Ricorda un vecchio pianoforte, amatissimo dalla maestra, rimasto nella vecchia scuola, ormai resa un set cinematografico di cui è prevista la totale esplosione durante una scena d'azione. Hitomi va a cercarlo proprio quando l'esplosione è imminente, e viene salvata appena in tempo da Onizuka. Fuyutsuki recupera la sua voglia di insegnare e decide di tornare a testa alta a scuola. |                   |                  |
| 23 | Lesson 23 「鬼塚死す!? 最後の七日間」 - Onizuka shisu!? Saigo no nanoka kan | 27 febbraio 2000  | 10 giugno 2003   |
| 23 | Onizuka riceve moltissime lettere di malasorte e decide di bruciarle tutte. A partire da questo momento ha inizio una serie di incidenti che gli faranno cambiare idea fino a terrorizzarlo e tentare in tutti i modi di liberarsi del sortilegio. Ricoverato in ospedale, origlia un colloquio tra medico ed infermiera in cui si parla di un paziente a cui è stato diagnosticato un cancro in fase terminale, e a cui rimarrebbe solo un mese di vita; convinto che si tratti di lui, decide di scappare e godersi in libertà il poco tempo che gli rimane. A scuola la notizia si diffonde velocemente, e chi può si mette alla ricerca di una soluzione o di una risposta; Fuyutsuki è particolarmente provata, e dopo averlo incontrato nel parco gli esterna i suoi sentimenti, accettando di fare l'amore con lui; vengono però interrotti sul più bello da Kikuchi, che rivela come si sia trattato di un malinteso: Onizuka è sanissimo. |                   |                  |
| 24 | Lesson 24 「父焦る! 家の娘に限って!!」 - Chichi aseru! Ie no musume ni kagitte!! | 5 marzo 2000      | 4 novembre 2003  |
| 24 | Uchiyamada non riesce più a sopportare Onizuka: riesce perfino a presentarsi a casa sua ottenendo l'ammirazione della moglie e della figlia Yoshiko. Quando poi scopre che è stato visto con un'accompagnatrice convince la preside a licenziarlo, ma scopre che la ragazza con lui è proprio Yoshiko. Inizia così ad avere strani pensieri riguardo ai due, ma alla fine viene a sapere che Onizuka si limitava ad accompagnare la ragazza a dei concerti e così, capendo di averlo per una volta malgiudicato, si sforza a ritirare la richiesta di licenziamento. |                   |                  |
| 25 | Lesson 25 「お色気先生に鬼塚クラッ」 - O Iroke-sensei ni Onizuka kuratsu | 12 marzo 2000     | 11 novembre 2003 |
| 25 | A scuola arriva Nao Kadena, la nuova infermiera, molto carina e con delle curve mozzafiato; tutti i professori, compreso Onizuka, ed anche i ragazzi sono immediatamente attratti da lei. Le donne invece si sentono messe in disparte, ma vengono conquistate dai cosmetici che vende di nascosto in infermeria; perfino Fuyutsuki è gelosa e quando scopre che compie questa attività è decisa a smascherarla. Scopre così che lei oltre a fare l'infermiera e a vendere cosmetici di vario genere, lavora in un club di lusso per poter giocare in borsa. Le viene offerta una sfida, poi accettata da Onizuka: 100.000 Yen in cambio della classificazione all'interno dei primi 50 posti di Murai, Kusano e Fujiyoshi ad un esame; riesce a convincerli promettendo un appuntamento in cambio del loro impegno, nonostante tutto però perde la scommessa. Ryuji invece si ricorda di averla già vista ad una corsa clandestina di automobili: lei era la regina imbattuta. |                   |                  |
| 26 | Lesson 26 「湘南の鬼VSハコスカの女王」 - Shōnan no oni VS Hakosuka no joō | 19 marzo 2000     | 18 novembre 2003 |
| 26 | Nao ha intenzione di dare le dimissioni a causa di un alterco con Uchiyamada e soltanto Fuyutsuki ne sembra contenta; dopo aver parlato con Ryuji però, scopre che i soldi le servono per far operare il fratello, vittima di un incidente stradale in America. In questo modo cambia opinione sulla collega che le descrive la tragica notte dell'incidente e di come il fratello sia sparito dalla sua vita; come se non bastasse scopre che i suoi sforzi sono stati vani: il procuratore che doveva metterla in contatto con il medico americano in realtà era un truffatore! Per tirarla su di morale Onizuka le propone una gara di velocità e in seguito le fa reincontrare il fratello, con il quale fa pace. Anche il vicedirettore cambia misteriosamente idea e le permette di restare a scuola. |                   |                  |
| 27 | Lesson 27 「トロ子の芸能界虎の穴」 - Toro ko no geinōkai tora no ana | 2 aprile 2000     | 25 novembre 2003 |
| 27 | Tomoko continua il lavoro nel mondo dello spettacolo ed il suo manager sogna di farla diventare una idol famosa; quando però vede cancellata la sua comparsata in uno sceneggiato, inizia a perdere le speranze. Onizuka riesce ad ottenere per lei un contratto semi-fisso, e capendo come il suo manager sia troppo influenzato dai propri voli pindarici, al punto da tenere in pochissima considerazione i veri desideri della sua protetta, la prende sotto la sua custodia, procurandole degli ingaggi per conto proprio. In un primo momento i lavori che Onizuka trova sembrano essere semplici spot per emittenti provinciali, se non fosse che nel giro di poco i singoli spot locali arrivano a coprire l'80% del Giappone; la fama di Tomoko così cresce rapidamente, fino ad attirare l'attenzione dei redattori di "Shonen Magazine", una popolare rivista di spettacolo il cui concorso di popolarità per giovani idol svolto annualmente rappresenta una più che sicura rampa di lancio verso una carriera affermata. Tomoko viene così selezionata per partecipare alla prossima edizione del concorso. |                   |                  |
| 28 | Lesson 28 「発表！ 21世紀新アイドル」 - Happyou! 21 seiki shin aidoru | 16 aprile 2000    | 2 dicembre 2003  |
| 28 | Ha inizio il concorso per nominare la Cover Princess, ma per quanto Onzuka e gli altri si impegnino, i voti che giungono per posta a favore di Tomoko continuano a non decollare. Poi però, quando oltre 50.000 voti ottenuti da Onizuka grazie alla collaborazione dei suoi amici mototeppisti spariscono nel nulla, Kikuchi e Urumi arrivano ad intuire che qualcuno sta imbrogliando. Indagando, scoprono che una delle partecipanti al concorso nonché favorita, Megumi Hoshino, è affiliata con la principale azienda di spettacolo del Paese, la Warning Production, la quale ha probabilmente corrotto gli organizzatori del concorso per pilotarne il risultato. Arriva la finale, che come previsto fa vincere Megumi, relegando oltretutto Tomoko all'ultimo posto. L'esito però indigna il pubblico, con Megumi che al momento della consegna del premio viene fischiata a scena aperta. Tomoko, commossa da tanto affetto, invita i suoi sostenitori alla calma, ma questi decidono di lasciare polemicamente il teatro subito dopo il suo discorso, lasciando Megumi e i presentatori da soli davanti ad una platea semideserta. Al ritorno a casa poi, Tomoko trova una folla gigantesca ad accoglierla, mentre di contro la truffa escogitata dalla Warning Production diviene di dominio pubblico, distruggendo sul nascere la carriera di Megumi e la reputazione dell'azienda. |                   |                  |
| 29 | Lesson 29 「セーラー服と112万円」 - seuraa fuku to 112 man'en | 23 aprile 2000    | 9 dicembre 2003  |
| 29 | Urumi è molto cambiata da quando ha conosciuto Onizuka e perfino Miyabi se n'è accorta, e la cosa la fa andare su tutte le furie; escogita così un piano per far licenziare lei stessa il professore. In seguito ad un ricatto, convincono il professor Sakurada ad affidare a Fujiyoshi l'incarico di raccogliere i soldi della colonia estiva; questi gli vengono rubati dalle amiche di Miyabi, che poi li mettono in camera di Onizuka, che non capisce da dove possono essere arrivati. Il professor Sakurada lo convince poi a recarsi con lui in un night club e lo fa ubriacare per poi abbandonarlo in mezzo ad una strada, dove lui si risveglia solo il mattino seguente. |                   |                  |
| 30 | Lesson 30 「罪と罰！ 横領犯・鬼塚?!」 - tsumi to batsu! ōryō han. Onizuka?! | 30 aprile 2000    | 16 dicembre 2003 |
| 30 | Fujiyoshi viene accusato dai compagni di aver rubato i soldi e quando Onizuka scopre la cifra in questione, si ricorda di quelli trovati nel suo appartamento e resta sconvolto all'idea di averli spesi tutti. Il ragazzo si dispera a causa della sua sbadataggine e sparisce da scuola, lasciando una lettera in cui dice di volersi uccidere per pagare il suo debito. Mentre Onizuka, Murai e Kusano lo vanno a cercare, Miyabi e le sue amiche affiggono a scuola delle foto del professore ubriaco con delle scritte che lo accusano di aver rubato le quote per la colonia; Urumi intuisce il piano della compagna di classe e, assieme a Kikuchi, Yoshikawa e gli altri, cerca di incastrare le tre ragazze. Perfino Anko scopre le intenzioni di Miyabi e rivela ad Onizuka che anche la lettera d'addio è un falso: in realtà Fujiyoshi ha iniziato a lavorare per recuperare tutti i soldi. La direttrice intanto, non se la sente di decidere la sorte del suo beniamino ed affida questo compito agli studenti, organizzando un'Assemblea d'Istituto. |                   |                  |
| 31 | Lesson 31 「目指せ!! 憧れの沖縄行路」 - mezase!! akogare no okinawa kōro | 7 maggio 2000     | 23 dicembre 2003 |
| 31 | All'Assemblea gli studenti sono agguerriti, ma Onizuka risolve come sempre le cose a suo modo: li invita tutti a passare quattro giorni ad Okinawa, un viaggio faraonico che gli verrebbe a costare 8 milioni di yen. Onizuka è convinto di avere le spalle coperte, avendo ricevuto come garanzia per un prestito da un suo amico una schedina vincente del lotto del valore di 10 milioni di yen, e quando scopre di essere stato truffato con una scheda falsa è troppo tardi per tirarsi indietro. Disperato, il professore tenta in ogni modo di racimolare i soldi necessari, ma ogni tentativo, dal simulare un incidente stradale all'architettare una truffa ai danni delle sale da pachinko, fino ad ipotizzare di vendersi gli organi, finisce in un buco nell'acqua. Yoshikawa ed Anko decidono di donargli tutti i loro averi; lui rifiuta e si rivolge a Ryuji chiedendogli un prestito. Ma l'amico, con cui ha contratto già vari debiti, si limita a consegnargli il biglietto di una lotteria. |                   |                  |
| 32 | Lesson 32 「嗚呼ベンツ丸つぶれ」 - aa bentsu maru tsubure | 14 maggio 2000    | 30 dicembre 2003 |
| 32 | Urumi si decide ad andare a trovare Miyabi per tentare di convincerla a rinunciare al suo ottuso desiderio di licenziare Onizuka, ma pur sapendo quanto la sua vecchia amica può rivelarsi pericolosa Miyabi si rifiuta di tornare sui propri passi. Nel mentre, Onizuka gioca il biglietto e, con un incredibile colpo di fortuna, vince il premio speciale della lotteria: una Mercedes E430, che vale quasi quanto i soldi che gli servono per finanziare il viaggio. Miyabi, rimasta a corto di idee, si ritrova a dover giocare la sua ultima carta: risalita alla lista dei clienti insolventi della banca del padre, convince uno di loro, un uomo di nome Hiramatsu che ha chiesto un prestito alla banca poi rifiutato, a spingere Onizuka a regalargli la macchina, dietro la promessa di riaverla indietro qualora Hiramatsu riuscisse ad estinguere un debito e rilanciare la sua azienda. |                   |                  |
| 33 | Lesson 33 「さらば鬼塚・22才の別れ」 - saraba Onizuka. 22 sai no wakare | 28 maggio 2000    | 6 gennaio 2004   |
| 33 | Urumi ha intenzione di vendicarsi di Miyabi e obbliga una delle sue amiche ad invitarla ad una presunta festa nella suite di un albergo. Qui invece ha organizzato un rapimento in piena regola per estorcere ai genitori il denaro di cui il professore ha bisogno. Onizuka, informato da Murai e Kikuchi, si precipita a salvarla, ma non prima di ricevere le scuse della sua alunna che cede alla richiesta. Perde così ogni possibilità di ricevere i soldi e mancano soltanto due giorni al saldo della gita. All'ultimo momento, quando ha già dato le dimissioni per poter lasciare la scuola dignitosamente, viene restituita la sua auto. |                   |                  |
| 34 | Lesson 34 「監獄に一番近い警官」 - kangoku ni ichibanchikai keikan | 4 giugno 2000     | 13 gennaio 2004  |
| 34 | Tomoko è ormai famosa e chiede aiuto ad Onizuka quando scopre di voler essere "venduta" ad una società che ha intenzione di pubblicare un libro con sue foto di nudo; affronta così il capo dell'azienda, che non la prende bene. Intanto ad un poliziotto amico del professore, Toshiyuki Saegima, viene affidato l'incarico di consegnare un bene sequestrato alla sede centrale della polizia, ma quando scopre che all'interno ci sono lingotti d'oro, decide di tenerli per sé, fingendo una rapina. Quando i due amici si incontrano si ricattano a vicenda per reggersi il gioco, ma durante la fuga Tomoko viene rapita dai malviventi a cui doveva essere "venduta" ed Onizuka si trova costretto ad andarla a salvare. Alla fine, scampati ad una finta esplosione scoprono che era tutta una candid ai danni della star emergente. In seguito i lingotti attirano una vera banda di malviventi e l'intervento delle squadre speciali fa capire che erano solo un'esca in un'operazione di polizia. |                   |                  |
| 35 | Lesson 35 「花嫁は14歳!! の息子あり」 - hanayome ha 14 toshi!! no musuko ari | 11 giugno 2000    | 20 gennaio 2004  |
| 35 | Murai inizia a pensare che sia normale che sua madre, un giorno, si possa risposare, ma quando la vede con un uomo piuttosto vecchio e calvo, si accorge di non essere ancora pronto per questa eventualità. Murai è deciso a fermare la madre ed arriva persino ad interrompere il suo matrimonio con l'uomo vecchio e pelato. Alla fine però scopre che era solo stata scelta come modella per posare per delle fotografie in abito da sposa. |                   |                  |
| 36 | Lesson 36 「冬月変身！ 燃えろ夏女！」 - fuyu gatsu henshin! moe ro natsuonna! | 18 giugno 2000    | 27 gennaio 2004  |
| 36 | Fervono i preparativi per Okinawa e Fuyutsuki si sente molto offesa in quanto sia gli studenti che Onizuka sono rimasti delusi per il fatto che non sarà la professoressa Kadena, con il suo fisico da urlo, ad accompagnarli. La ragazza, aiutata proprio da quest'ultima, si ritrova a cercare dei costumi un po' sexy, per attirare il professore. Entra così in un vortice e si colora i capelli, mette delle lenti a contatto, usa una lampada abbronzante, mette le unghie finte ed usa delle imbottiture fino a diventare irriconoscibile; il giorno dopo è decisa ad evitare la partenza. |                   |                  |
| 37 | Lesson 37 「嵐の予感！ 沖縄でGo!」 - arashi no yokan! okinawa de Go! | 16 luglio 2000    | 3 febbraio 2004  |
| 37 | Tutta la scuola, compresa Fuyutsuki, si reca ad Okinawa spesata da Onizuka e lui decide di sospendere le lezioni andando contro il parere del vice-direttore; soltanto Miyabi pare sia assente. Tutti si divertono tranne il povero Yoshikawa che viene sfruttato da Anko, Izumi e Asano. Onizuka, sconvolgendo tutti, organizza delle camere miste e mette questi 4 tutti insieme per dare una lezione alle ragazze: inscena il suicidio di Yoshikawa e la comparsa del suo fantasma, spaventandole a morte. Per vendetta Anko pensa ad un piano per farla pagare al professore. |                   |                  |
| 38 | Lesson 38 「突撃！ 宝探しでGo！」 - totsugeki! takara sagashi de Go! | 30 luglio 2000    | 10 febbraio 2004 |
| 38 | Onizuka viene a sapere da Kikuchi che su un'isola vicina pare sia nascosto un tesoro di valore inestimabile e decide di portare la sua classe con lui per trovarlo. Durante la gita Yoshikawa scompare, rapito da Anko, Izumi e Asano che hanno intenzione di farlo sparire per poi dare la colpa ad Onizuka; anche loro però si perdono nella giungla. Dei 4 Anko cade da una scogliera e Yoshikawa non esita a buttarsi per salvarla. |                   |                  |
| 39 | Lesson 39 「二人の冒険!! 秘密の洞窟」 - futari no bōken!! himitsu no dōkutsu | 13 agosto 2000    | 17 febbraio 2004 |
| 39 | Riemersi, Anko e Yoshikawa si ritrovano in una serie di grotte e lei, presa dallo sconforto, è sempre più intrattabile; intanto Onizuka e il resto della classe ritrovano Izumi e Asano che raccontano dell'incidente. Il professore pensa che sia tutta una scusa per coprire il ritrovamento del tesoro e così trascina Urumi con sé alla ricerca dei due ragazzi. Infine Yoshikawa trova un'uscita subacquea e Anko, svenuta durante la traversata, ripensa alle angherie subite dal fratello maggiore, motivo per cui odia i ragazzi ed in particolare Yoshikawa, che glielo ricorda nell'aspetto. Alla fine Onizuka trova i due studenti, ma non il tesoro a cui tanto ambiva. |                   |                  |
| 40 | Lesson 40 「ハート直撃!! 沖縄純愛組」 - haato chokugeki!! okinawa jun'ai kumi | 20 agosto 2000    | 24 febbraio 2004 |
| 40 | Anko si accorge di essersi innamorata di Yoshikawa, ma non si decide ad ammetterlo; le sue amiche però intuiscono subito la differenza nel suo atteggiamento e la prendono in giro. Perfino Onizuka si accorge del suo amore e per aiutarla, l'ultima sera, organizza un evento che durerà tutta la notte. |                   |                  |
| 41 | Lesson 41 「青春少女!! 初めての告白」 - seishun shōjo!! hajimete no kokuhaku | 27 agosto 2000    | 2 marzo 2004     |
| 41 | Si scopre che l'evento altro non era che una prova di coraggio architettata apposta per far stare Yoshikawa ed Anko in coppia assieme. Con uno stratagemma Onizuka riesce a far dichiarare alla ragazza il suo amore e a registrare la confessione, facendola andare su tutte le furie; riascoltandosi però lei capisce la forza dei suoi sentimenti ed è grata al professore, sebbene Yoshikawa, in quel momento fuori combattimento per un pugno, non abbia sentito nulla. |                   |                  |
| 42 | Lesson 42 「ラストバトル！ 蘇る傷跡」 - rasutobatoru! yomigaeru kizuato | 10 settembre 2000 | 9 marzo 2004     |
| 42 | Miyabi si reca da Noboru Saito, un vecchio professore della sua classe, per vendicare la morte di Mizuki, sua migliore amica rimasta incinta dopo una relazione con lui e suicidatasi in seguito ad un suo rifiuto; dopo averlo accoltellato scappa in stato di shock. La classe immediatamente sospetta di lei, dal momento che era la migliore amica di Mizuki ed ha molto risentito della sua morte. Kikuchi scopre che fu il consiglio d'amministrazione ad imporre a Saito di negare la storia con la studentessa, per evitare uno scandalo. Saputolo, Miyabi si reca da un membro del consiglio d'amministrazione, decisa a dare una lezione anche a lui, ma viene fermata appena in tempo da Onizuka; per questo motivo il presidente ordina alla preside di consegnare immediatamente la ragazza alle autorità e di licenziare il professore che si è rifiutato di lasciarla in balia del loro giudizio. |                   |                  |
| 43 | Lesson 43 「挫！ 愚零徒出夜露死苦！」 - za! gu rei to shutsu yotsuyu shi ku! | 17 settembre 2000 | 16 marzo 2004    |
| 43 | Uchiyamada insiste a proporre il licenziamento di Onizuka al quale però si oppongono la direttrice, Fuyutsuki e la professoressa Kadena, ansiose di sentire anche la versione sua e di Miyabi. Kikuchi e gli altri alunni cercano informazioni riguardo alla morte di Mizuki, convinti che il consiglio abbia falsificato il suo certificato di morte per mettere a tacere la cosa; l'unica cosa che riescono a provare però è la buona fede del professore che amava sinceramente la sua alunna. Venuto a sapere che il professore probabilmente non è stato accoltellato da Miyabi, ma che saputo del suicidio dell'amata, abbia tentato lui stesso questo estremo gesto, perfino il vice-direttore va contro i componenti del consiglio. Dopo aver fatto trapelare la notizia i giornalisti prendono d'assalto la scuola ed Onizuka confessa davanti a tutti di essere stato lui ad accoltellare Saito, per difendere la sua studentessa, in questo modo, finalmente, anche Miyabi inizia a credere nuovamente negli adulti; nello stesso momento, Saito si risveglia dal coma e potrà finalmente rivelare come sono andate veramente le cose. Passati due mesi, Onizuka si trova ad insegnare in California e dice di non essere più single ma celibe; contemporaneamente Fuyutsuki aspetta impazientemente il suo ritorno in Giappone.                                                      |                   |                  |